# Валлиш, Коломан
Коломан Валлиш (нем. Koloman Wallisch), собственно Кальман Адольф Йожеф Валлиш (венг. Wallisch Kálmán Adolf József; 28 февраля 1889, Лугож, Австро-Венгрия, ныне Румыния — 19 февраля 1934 года в Леобен, Австрия) — деятель социалистического, рабочего и антифашистского движения в Венгрии и Австрии.

## Биография
Родился в семье Матьяша Валлиша и Юлианны Каминек в Трансильвании, тогда бывшей частью Венгерского королевства (Транслейтании) в составе Австро-Венгрии. В 1905 году вступил в Социал-демократическую партию Венгрии, стал секретарём профсоюза каменщиков в Трансильвании. Во время Революции астр был секретарём СДПВ в Сегеде, во время социалистической революции был в составе местной директории.
После разгрома Венгерской советской республики 1919 года бежал вначале в Югославию, а затем в Австрию, где включился в профсоюзное движение и стал руководителем организации Социал-демократической партии Австрии в земле Штирия; примыкал к левому крылу социал-демократии, критиковал руководство СДПА за оппортунизм. В течение ряда лет был бургомистром города Брукк-ан-дер-Мур, депутатом в Австрийском национальном собрании (с 1930 по 1934 год).
В 1934 году был одним из руководителей Февральского вооружённого выступления австрийского пролетариата против австрофашистского режима Дольфуса. Возглавил отряд Шуцбунда, военизированной организации социал-демократов, в Штирии. Призвав к всеобщей забастовке, он взял в руки оружие и пытался занять Брукк-ан-дер-Мур. В противоположность оборонительной тактике руководства партии пытался вести наступательные операции.
Когда к городу подошла Австрийская национальная гвардия, после двухдневных боёв с превосходящими правительственными силами, он с 320 товарищами отступил в горы для ведения партизанской войны. Однако он был выдан провокатором и захвачен властями 18 февраля 1934 года. После короткого допроса он был предан военному суду и казнён по прямому распоряжению Дольфуса вместе с 8 другими шуцбундовцами. Его повесили. Перед смертью крикнул: «Да здравствует социал-демократия! Свобода!» Его вдова Паула написала книгу воспоминаний Ein Held stirbt.
После Второй мировой войны три австрийских города — Леобен, Брукк-ан-дер-Мур и Капфенберг — назвали в его честь городские площади, а Бертольт Брехт написал стихотворение о его борьбе. Кроме того, он упоминается в стихотворении «История России» Виктора Сержа; ему также посвящен рассказ Анны Зегерс «Последний путь Коломана Валлиша», вышедший в русском переводе отдельной брошюрой в 1935 году.